# Poldowski

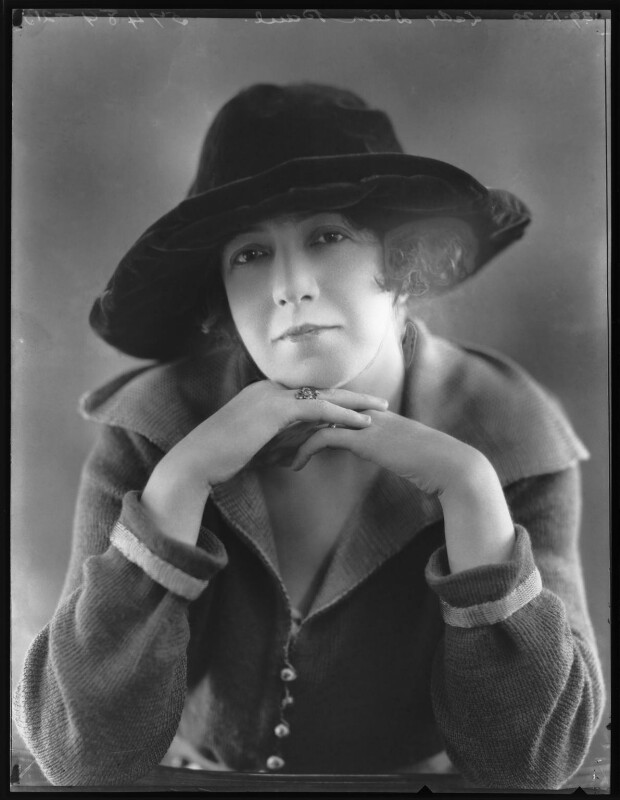
Poldowski (Régine (de soltera Wieniawski), Lady Dean Paul), de Bassano Ltd, 1920

Poldowski (Ixelles, 16-05-1879 - Londres, 28-01-1932) es el seudónimo profesional de una compositora y pianista británica de origen polaco-británico. Su nombre era Régine Wieniawski y era hija del violinista y compositor polaco Henryk Wieniawski. Algunas de sus primeras obras fueron publicadas bajo el nombre de Irene Wieniawska. Se casó con Sir Aubrey Dean Paul, 5.º barón (1869-1961), convirtiéndose en Lady Dean Paul. Utilizó distintos seudónimos:
- Régine Wieniawski
- Irene Wieniawska
- Irene Regina Wieniawski o Wieniawska
- Lady Dean Paul
- Lady Irene Dean Paul
- Lady  Irene Poldowski Paul
- (Madame) Poldowski, Poldowsky o Poldowska.

## Biografía

### Orígenes y formación
Régine Wieniawski  nació el 16 de mayo de 1879 en Ixelles, Bruselas, donde se había establecido su padre, el virtuoso violinista y compositor polaco Henryk Wieniawski, tras ser nombrado profesor en el Conservatorio de Bruselas en 1874. H. Wieniawski había conocido a su madre, Isabelle Bessie-Hampton, inglesa, en Londres en 1859. Era sobrina del pianista y compositor irlandés George Alexander Osborne (que había estudiado con Johann Peter Pixis, François-Joseph Fétis y Friedrich Kalkbrenner y era amiga cercana de Frédéric Chopin y Hector Berlioz) y miembro de una familia de Londres en asociación con Rossini, Meyerbeer, Jenny Lind, Michael William Balfe y Anton Rubinstein. La más joven de los siete hijos de la violinista fue la única en abrazar una carrera musical y se llamó Régine en honor a su abuela paterna, Regina Wolff.
Algunas fuentes indican que Poldowski nació unas semanas después de la muerte de su padre; pero es un error causado por algunas fuentes antiguas que indicaron que ella nació en mayo de 1880, y no en mayo de 1879 (su padre murió el 31 de marzo de 1880, en Moscú, durante una gira de conciertos, cuando Irene tenía diez meses de edad).
Hay cierta incertidumbre acerca de sus estudios musicales. Primero estudió piano con Miss Ellis. Poldowski le dice a su biógrafo oficial que ingresó en el Conservatorio de Bruselas a la edad de doce años y estudió piano (quizás en privado) con Pierre Storck y composición con Tordeus y François-Auguste Gevaert. Posteriormente, en Londres, continuó sus estudios con Michael Hamburg y Percy Pitt. Después de su matrimonio, regresó a París en 1903 para estudiar con André Gedalge, y tras la muerte de su primer hijo, estudió en 1907 con Vincent d'Indy en la Schola Cantorum de París. Sin embargo, parte de la información anterior se contradice con el hecho de que su nombre no aparece en ningún archivo del Conservatorio de Bruselas.
En 1887, a la edad de ocho años, fue presentada a Nellie Melba, quien la animó a debutar en La Monnaie. En 1893, a los catorce años, interpretó en público algunas de sus composiciones. Su vecino era el escritor y crítico musical, Octave Maus al frente del círculo de XX y luego de La Libre Esthétique. Sus melodías de Cortège y Kythera están dedicadas respectivamente a Maus y su esposa Madeleine.

### Matrimonio
En 1896, Régine Wieniawski y su madre se trasladaron a Londres. Allí publicó algunas de sus primeras obras bajo el nombre de Irène Wieniawska : dos melodías sobre poemas de Yeats y Tennyson en Chappell. En 1901 se casó con un descendiente del 1.er duque de Marlborough, Sir Aubrey Dean Paul Edward Henry, 5.º barón (19 de octubre de 1869-16 de enero de 1961), que le había sido presentado por Nellie Melba. Se convierte así en Dame Dean Paul y adopta la nacionalidad británica, pero sigue publicando sus obras bajo el nombre de Irène Wieniawska, en particular en Bruselas dos melodías sobre poemas de Victor Hugo. La pareja tuvo tres hijos:
- Aubrey Donald Fitzwarren Severin Dean Paul (1902-1904)
- Sir Brian Kenneth "Napper"Dean Paul, 6.º barón (1904-1972;[11] muralista aficionado y adicto al opio, cuyo retrato fue pintado por Lucian Freud).
- Brenda Irene Isabelle Dean Paul (1907-1959); que fue una actriz reconocida, así como bien conocida en la «asociación de adictos a las drogas». Se la arrestó con frecuencia por cargos de posesión. Pasó algún tiempo en la prisión de Holloway. Murió de una sobredosis en su apartamento. Se ha dicho de ella y de su madre que eran lesbianas y que su madre era adicta a la morfina.[12][13][14][15][16]

### Compositora
La prematura muerte del primogénito de Lady Dean Paul la dejó devastada para finalmente conducirla a la ruptura de su matrimonio. Este suceso inspiró tres obras: las melodías Soir y Berceuse d'Armorique y la pieza para violín y piano, Canción de cuna para el niño moribundo.
Tras su matrimonio, adoptó el seudónimo de Poldowski,  por conveniencia aristocrática y para ocultar un apellido demasiado famoso. En marzo de 1911 regresó a Bruselas para participar en el ciclo de conciertos «Estética libre», organizado por su viejo amigo Octave Maus. Las críticas fueron buenas y Charles van den Borren elogió sus obras: 

marcadas por una rara distinción, dan prueba de una personalidad netamente destacada.

 Confiada por el éxito del concierto, publicó ese mismo año melodías, la mayoría de ellas sobre poemas de Verlaine, con el editor Durand.
El tenor Gervase Elwes presentó sus melodías en inglés con poemas de Paul Verlaine en el concierto de 1912 en Queen's Hall. Estas melodías estaban entonces de moda en París y este espectáculo causó una profunda impresión. Su música le había impresionado desde su primer encuentro, casi veinte años antes, en 1893, cuando era agregado de la embajada en Bruselas. Él cree que ha demostrado 

une gran originalidad y, para su edad, una gran maestría

. 
Elwes volvió a encontrarla en 1903, en Bruselas, y le dedicó dos de sus melodías: Silenciado y Bazo. Un concierto con sus melodías se iba a dar en los Estados Unidos con Gervase Elwes en 1921, pero tuvo que ser cancelado al morir el cantante en un accidente de tren en Boston.Maggie Teyte también cantó las melodías de Poldowski. Régine Wieniawski a veces cantaba sus melodías, acompañándose al piano.
Se mudó a Bruselas en la primavera de 1912, tras que la reina Isabel de Bélgica expresara su deseo de oírla. Acompañó a Émile Chaumont en el estreno de su Sonata para violín en re menor, dedicada " a mi amigo Octave Maus y luego fue interpretada en París por su amigo, el pianista francés Lazare-Lévy, a quien había conocido en la clase de Miss Ellis. Lévy también creó su pieza para piano, Caledonian Market, en 1923.
En enero de 1912, su amigo Henry Wood, quien la consideraba un "talento excepcional", realiza los estrenos de su Suite en miniatura y Nocturnos en los Conciertos dominicales. En 1913 regresa por última vez a Bruselas para acompañar a Jane Bathori-Engel en cuatro de sus obras sobre textos de Verlaine.
Tanto ella como toda su familia se convirtieron al Catolicismo en 1916. En 1919, en el Queen's Hall, Henry Wood acompañó a Poldowski en el estreno de su Pat Malone's Wake para piano y orquesta. En otoño de 1913 cayó gravemente enferma y faltó al concierto organizado por Maus, que fue interpretado porr Anne-Marie Delacre-Weber. En agosto de 1919, Poldowski se muda a los Estados Unidos donde su «ópera sinfónica» Silence, se publicó por Carl Fischer,  anticipándole una cantidad a fin de paliar sus graves problemas financieros. Pudo, no obstante, dar un concierto en Nueva York con gran éxito, del que el The New York Times celebró: 

una artista completa, muy dotada técnicamente y música hasta la punta de los dedos.

.
Se separó legalmente de su marido en 1921, después de una grave crisis matrimonial en 1919. Regresó a Londres en 1922 y entre sus visitantes habituales se encontraban el dramaturgo Alfred Sutro, la mezzosoprano Marguerite d'Alvarez, el director Eugène Goossens, hijo, la clavecista Violet Gordon-Woodhouse, el violinista Paul Kochanski y el compositor George Gershwin. Su serie de recitales en el Hotel Hyde Park en 1923, conocidos como The International Concerts of La Libre Esthétique, acogió a Arthur Rubinstein, Jacques Thibaud y el London Quartet. También abrió una boutique de moda de alta costura donde realizó varias creaciones para la familia real británica. En 1925 se fue de gira por España, donde el rey y la reina le ofrecieron un brazalete de diamantes como regalo.
Más tarde, enfermó gravemente de neumonía, le extirparon el pulmón derecho y murió en Londres de un ataque al corazón el 28 de enero de 1932.

## Obras
Poldowski fue una compositora con talento de melodías.  Su estilo muestra fuertes influencias de Claude Debussy, pero también de Fauré y Ravel. En particular, compuso una serie de veintidós poemas (en francés) de Paul Verlaine, así como poemas en inglés de William Blake, William Butler Yeats y Alfred Tennyson .
Muchas de sus obras principales se han perdido. Su catálogo completo de obras musicales, incluidas las inéditas, compilado por David Mooney, está disponible en SMI Music Theses Register.

### Melodías sobre poemas de Paul Verlaine
- Tres melodías sobre poemas de Paul Verlaine ( Sagesse ; Romance sin palabras : Frescos sencillos ; Fêtes galantes ) (ed. Durand 1911)
  - 1. Domingos de abril
  - 2. Bruselas
  - 3. Apagado
- Niebla, extr. Romance sin palabras : Ariettes olvidado (1913 ; ed. París, Roeder 1914)
- Cuidado (1913 ; Londres, ed. Chester)
- Colombina, extr. Fiestas galantes (1913 ; ed. Chester) dedicado " A Madame Bathori Engel "
- Procesión, extr. Fêtes galantes (ed. Chester 1910)
- Crepúsculo vespertino místico, extr. Poemas de Saturno (1914) ; Londres, ed. Chester y Paris, Roeder)
- Kythera, extr. Fiestas galantes (1913 ; ed. Chester)
- Bailemos el jig !, extr. Romance sin palabras : Calles (1913 ; ed. París, Roeder)
- Efecto nieve, extr. Romance sin palabras : Ariettes (ed. Chester 1913)
- Marionetas, extr. Fêtes galantes (ed. Chester 1913)
- Falsa impresión, extr. en paralelo : Reverencia para hablar (ed. Chester 1913)
- La espera, extr. La buena canción (1912) ; ed. Chester)
- La hora exquisita, extr. La cancion correcta : La luna blanca (1913 ; ed. París, Roeder 1914)
- Mandolina (ed. Chester 1900 y París, Roeder)
- El bazo
- Sobre la hierba, extr. Fêtes galantes (ed. Chester 1918)
- Bazo, extr. Palabras sin palabras : Acuarelas (ed. Chester 1918)
- Fauna, extr. Fêtes galantes (ed. Chester 1919)
- Un pobre pastor joven, extr. Romance sin palabras (Londres, ed. Chester 1923)
- Para Clymène, extr. Fiestas galantes (1927 ; ed. Chester)
- Nosotros dos (así que será un día claro de verano)

El ciclo completo de 22 melodías fue orquestado para una orquesta de cámara por David Jackson. Una grabación de todo el ciclo Ensemble de 1904, con las 22 melodías inéditas, Nous deux (Así será en un día claro de verano), fue lanzada en 2017 por el sello Resonus Classics.

### Melodías en otros textos
- Canción de cuna de Armourique, poema de Anatole le Braz (ed. Chester 1914)
- Por los jardines de Sally, poema de William Butler Yeats (1900 ; ed. Chappell)
- O deja que el suelo hueco, poema de Alfred Tennyson (1900 ; ed. Chappell)
- Denholm Dean, poema de WD Scott-Moncreff (1904)
- Nocturne " voladizos », Poema de Jean Moréas (1914 ; Londres, ed. Chester y Paris, Roeder)
- En una musette, poema de Marie Closset / Jean Dominique (ed. Chester 1919)
- Pannyre aux talons d'or, poema de Albert Victor Samain de " A los lados del jarrón "(Ed. Chester 1919)
- Sérénade, poema de Adolphe Ratté de " El bosque susurrante "(1914 ; Londres, ed. Chester y Paris, Roeder)
- Tarde, con oboe d'amore en un poema de Albert Victor Samain de " En el jardín del niño "(Ed. Chester 1920)[31]
- La passante, texto de Poldowski (ed. Chester 1923)
- Caña de la inocencia, poema de William Blake (1924 ; ed. Chester)
- Canciones, poema de William Blake (1924 ; ed. Chester 1924)
- Para amar, texto anónimo (1927 ; ed. Chester)
- Poème Aristófanescos, texto de Laurent Tailhade (1927 ; ed. Chester)
  1. Barcarola
  2. Plaza de la victoria

### Otros trabajos
- Silencio, ópera sinfónica
- Risa, opereta
- Nocturnes, para orquesta
- Tenements, para orquesta
- Pat Malone's Wake, para piano y orquesta
- Suite en miniatura de canciones de baile, para quinteto de viento
- Mercado de Caledonia, suite de piano
- The Hall of Machinery - Wembley, para piano
- Sonatine, para piano
- Estudio, para piano
- Sonata para violín en re menor
- varias piezas para violín y piano, como : Canción de cuna del niño moribundo, Largo, Phryne y Tango (El tango fue grabado por Jascha Heifetz )

### Escritos
- " La influencia del jazz », en The Chesterian,[32] septiembre-octubre de 1917, p. 10-12 .
- " El hombre y el modernismo en The Chesterian, septiembre de 1923.
- " Poemas aristofanicos en The Chesterian, julio de 1927.

## Discografía
- Tango - Jascha Heifetz, violín ; Emanuel Bay, piano (17 de octubre de 1946, RCA)
- Poldowski, melodías [27 melodías] - Élise Gäbele, soprano ; Philippe Riga, piano ; Sylvain Cremers, oboe d'amore (2-4 de noviembre de 2006, Música en Valonia MEW 0741)[33] OCLC 547232426
- L'Heure exquise, Colombine et Mandoline, en verde, melodías francesas sobre poemas de Verlaine - Philippe Jaroussky, contratenor ; Jérôme Ducros, piano (junio / octubre de 2014, SACD Erato )
- Un cancionero de Verlaine [5 melodías] - Carolyn Sampson, soprano ; Joseph Middleton, piano (enero de 2016, SACD BIS Records) [ libreto en línea ] OCLC 966294235
- Poldowski Art'songs [23 melodías] - Angelique Zuluaga, soprano ; Gwendolyn Mok, piano ; Cuarteto de cuerda Alexandre ; Ryan Zwahlen, oboe d'amore (12, 13, 14 de febrero y 26 de agosto de 2016 Delos DE 3538)
- Poldowski re / imaginado, 22 melodías sobre los poemas de Paul Verlaine - Ensemble 1904 : Jazmin Black-Grollemund, soprano ; Angélique Charlopain, violín ; Jérémie Decottignies, contrabajo ; David Jackson, piano y arreglos (28-30 de noviembre de 2016, Resonus Classics RES10196)[34] [ folleto en línea ]  — PDF
- La hora exquisita en Nuit Exquise - Alice Ferrière y Sascha el Mouissi, piano (2019, Paraty) - con Robert Schumann, op. 90 (Lenau) y Hector Berlioz, Les Nuits d'été, Reynaldo Hahn, Nadia Boulanger, Claude Debussy, César Franck.